# Iván Goremykin
Iván Lóguinovich Goremykin (en ruso: Ива́н Лóггинович Горемы́кин, Ivan Logginovič Goremykin) (8 de noviembre de 1839-24 de diciembre de 1917) fue un primer ministro ruso durante la Primera Guerra Mundial y un político extremadamente conservador en sus posturas políticas. 
Después de trabajar en el Ministerio de Justicia hasta 1891 fue trasladado al del Interior, del que fue ministro de 1895 a 1899. Se describía como un «hombre de la vieja escuela» que veía al zar como «ungido con la auténtica soberanía». Fue un fiel partidario de Nicolás II como autócrata y como consecuencia de esto persiguió una política conservadora. Aparentemente mantuvo buenas relaciones con la zarina Alejandra.  
Mientras dirigió el Ministerio del Interior, presentó una propuesta al zar defendiendo la reforma administrativa y la expansión del programa de los zemstvo, así como la representación de los zemstvos existentes. Enfrentado con la oposición por el programa de reformas, no le quedó más opción que abandonar su planteamiento. Sucedió a Serguéi Witte como presidente del Consejo de Ministros (primer ministro) en mayo de 1906. Su perseverancia frente a las políticas de reformas demandadas por la primera Duma le llevaron a la imposibilidad de continuar con su gobierno y finalmente a renunciar en julio de 1906. Fue reemplazado por su ministro del Interior, el joven y enérgico Piotr Stolypin.  

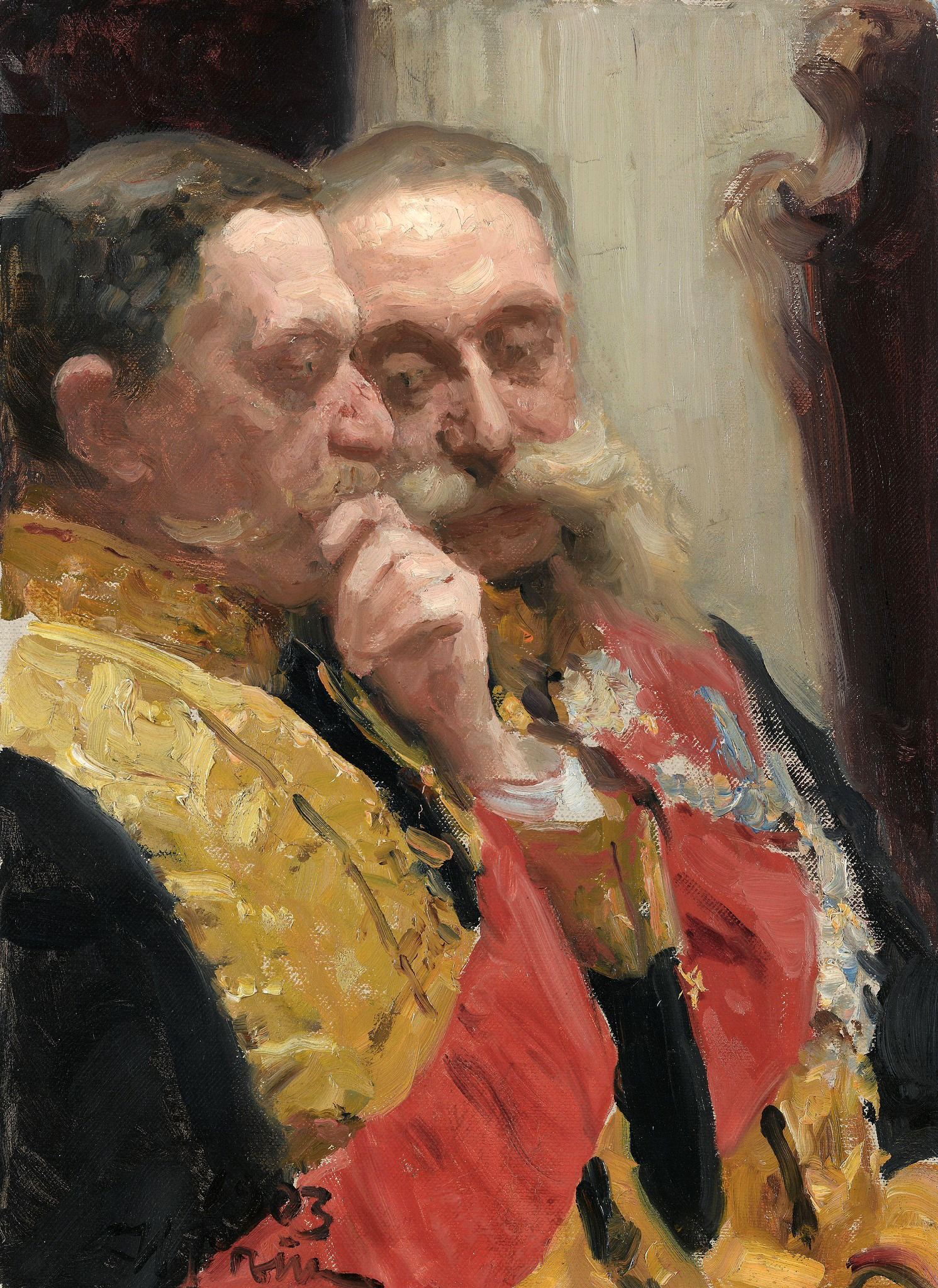
Iván Goremykin (dcha.) y Nikolái Gerard, retratados por Iliá Repin. Moscú, Galería Tretiakov.

Vuelto a llamar al servicio del zar, volvió a ser presidente del Consejo de Ministros (primer ministro) desde 1914 a 1916. La hostilidad hacia él tanto de algunos diputados de la Duma como de ministros socavaron gravemente la efectividad que pudo haber tenido su gobierno. Cuando Nicolás II decidió ponerse al frente del ejército, Goremykin instó al Consejo a que ratificase la decisión. Cuando finalmente los ministros se negaron, manifestó que «no se consideraba adecuado para la posición que desempeñaba» y plateó que fuese sustituido por «un hombre con una visión más moderna». Sus deseos de renuncia fueron aceptados a comienzos de febrero de 1916; en ese momento se le sustituyó por otro conservador, Borís Shtiúrmer. 
El extremo conservadurismo y la falta de capacidad de Goremykin para desarrollar el gobierno en un sistema semiparlamentario le hicieron inadecuado para el cargo de jefe del Gobierno durante los últimos años de la Rusia imperial. Despreciado por igual por parlamentarios y revolucionarios, y personalmente sólo pensando en retirarse, la ineficacia de su último gobierno sólo contribuyó a la inestabilidad y finalmente a la caída de la dinastía Románov.
Tras la Revolución de Febrero de 1917 y la abdicación del zar, el nuevo régimen le exigió retirarse de la política, por lo cual Goremykin se mudó al balneario de Sochi para vivir en la villa campestre de su hija. Allí le sorprendió la Revolución de Octubre, el 24 de diciembre de 1917 la villa fue atacada por bandoleros que le dieron muerte junto a su esposa.

## Citas

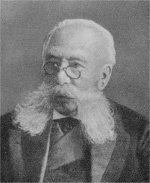
Iván Goremykin

- "El Emperador no puede ver que las velas han sido encendidas alrededor de mi féretro y que lo único que falta para que esté completa la ceremonia es mi cuerpo."  (comentario al hilo de su avanzada edad y de lo inapropiado de su designación.)

- "Para mi, Su Majestad, está ungido con la auténtica soberanía.  Él personifica la totalidad de Rusia.  Tiene 47 años y no es sólo desde ayer cuándo él está reinando y decidiendo sobre el destino del pueblo ruso.  Cuando la determinación de un hombre está establecida y su campo de acción determinado, sus fieles súbditos deben aceptar el destino, sean cuáles sean las consecuencias. Y luego confiaremos en la Providencia divina. Esto es lo que he pensado toda la vida y con esta convicción he de llegar a la tumba."